# Popis vrsta roda Impatiens
Popis vrsta roda Impatiens
1. Impatiens aadishankarii Bhaskar & Sringesh
2. Impatiens abbatis Hook.f.
3. Impatiens academiae-moguntiae Eb.Fisch. & Raheliv.
4. Impatiens acaulis Arn.
5. Impatiens acehensis Grey-Wilson
6. Impatiens acmanthera Hook.f.
7. Impatiens aconitoides Y.M.Shui & W.H.Chen
8. Impatiens acuminata Benth. ex Hook.f. & Thomson
9. Impatiens adamowskiana Gogoi & Borah
10. Impatiens adenioides Suksathan & Keerat.
11. Impatiens aganantha Hook.f.
12. Impatiens agumbeana Bhaskar & Razi
13. Impatiens ahernii Hook.f.
14. Impatiens akomensis S.B.Janssens, Sonké & O.Lachenaud
15. Impatiens alboflava Miq.
16. Impatiens albopetala Gogoi & Borah
17. Impatiens albopurpurea Eb.Fisch. & Raheliv.
18. Impatiens albopustulosa H.Perrier
19. Impatiens alborosea Tardieu
20. Impatiens aliciae C.E.C.Fisch.
21. Impatiens allanii Hook.f.
22. Impatiens alpicola Y.L.Chen & Y.Q.Lu
23. Impatiens alveolata H.Perrier
24. Impatiens amabilis Hook.f.
25. Impatiens ambahatrensis Eb.Fisch. & Raheliv.
26. Impatiens ambanizanensis Eb.Fisch. & Raheliv.
27. Impatiens amoena H.Perrier
28. Impatiens amphibia H.Perrier
29. Impatiens amplexicaulis Edgew.
30. Impatiens ampokafoensis Eb.Fisch. & Raheliv.
31. Impatiens anaimudica C.E.C.Fisch.
32. Impatiens analavelensis H.Perrier
33. Impatiens andapensis Eb.Fisch. & Raheliv.
34. Impatiens andersonii Hook.f.
35. Impatiens andohahelae Eb.Fisch. & Raheliv.
36. Impatiens andringitrensis H.Perrier
37. Impatiens angulata S.X.Yu, Y.L.Chen & H.N.Qin
38. Impatiens angustiflora Hook.f.
39. Impatiens anhuiensis Y.L.Chen
40. Impatiens ankaizinensis H.Perrier
41. Impatiens ankaranensis Eb.Fisch. & Raheliv.
42. Impatiens annamensis Tardieu
43. Impatiens anovensis H.Perrier
44. Impatiens antongiliana H.Perrier
45. Impatiens apalophylla Hook.f.
46. Impatiens apiculata De Wild.
47. Impatiens appendiculata Arn.
48. Impatiens apsotis Hook.f.
49. Impatiens aquatica Bhaskar
50. Impatiens aquatilis Hook.f.
51. Impatiens arachnoides H.Perrier
52. Impatiens arctosepala Hook.f.
53. Impatiens arguta Hook.f. & Thomson
54. Impatiens armeniaca S.H.Huang
55. Impatiens arnottii Thwaites
56. Impatiens arriensii (Zoll.) T.Shimizu
57. Impatiens arunachalensis Hareesh, A.Joe, M.Sabu & Gogoi
58. Impatiens arunensis Grey-Wilson
59. Impatiens ashihoi Gogoi & Borah
60. Impatiens asperipes H.Perrier
61. Impatiens asperipetala H.Perrier
62. Impatiens assurgens Baker
63. Impatiens atherosepala Hook.f.
64. Impatiens atrolineata H.Perrier
65. Impatiens atrorubra H.Perrier
66. Impatiens attopeuensis Hook.f.
67. Impatiens aurella Rydb.
68. Impatiens auricoma Baill.
69. Impatiens auriculata Wight
70. Impatiens austrotanzanica Grey-Wilson
71. Impatiens austroyunnanensis S.H.Huang
72. Impatiens bababudenensis Hook.f.
73. Impatiens bachii H.Lév.
74. Impatiens bahanensis Hand.-Mazz.
75. Impatiens bajurensis Shinobu Akiyama & H.Ohba
76. Impatiens bakeri Warb.
77. Impatiens balansae Hook.f.
78. Impatiens balfourii Hook.f.
79. Impatiens balsamina L.
80. Impatiens bannaensis S.H.Huang
81. Impatiens baokangensis Q.L.Gan & X.W.Li
82. Impatiens barbata H.F.Comber
83. Impatiens barberi Hook.f.
84. Impatiens barbulata G.M.Schulze
85. Impatiens bardotiae Eb.Fisch. & Raheliv.
86. Impatiens barnesii Hook.f.
87. Impatiens baroniana H.Perrier
88. Impatiens baronii Baker
89. Impatiens barthlottii Eb.Fisch. & Raheliv.
90. Impatiens batanggadisensis Utami
91. Impatiens bathiei Eb.Fisch. & Raheliv.
92. Impatiens befiananensis Eb.Fisch. & Raheliv.
93. Impatiens begoniifolia S.Akiyama & H.Ohba
94. Impatiens begonioides Eb.Fisch. & Raheliv.
95. Impatiens bellula Hook.f.
96. Impatiens bemarahensis Eb.Fisch. & Raheliv.
97. Impatiens benitae Eb.Fisch., Wohlh. & Raheliv.
98. Impatiens benthamii Steenis
99. Impatiens bequaertii De Wild.
100. Impatiens betsomangae Eb.Fisch. & Raheliv.
101. Impatiens bhaskarii J.Dessai & Janarth.
102. Impatiens bicaudata H.Perrier
103. Impatiens bicolor Royle
104. Impatiens bicornis L.Joseph & Bhaskar
105. Impatiens bicornuta Wall.
106. Impatiens bidentata H.Perrier
107. Impatiens biluoxueshanensis S.Akiyama & S.K.Wu
108. Impatiens biophytoides H.Perrier
109. Impatiens bisaccata Warb.
110. Impatiens bivittata Hook.f.
111. Impatiens blepharosephala E.Pritz. ex Diels
112. Impatiens blinii H.Lév.
113. Impatiens bodenii Ridl.
114. Impatiens bodinieri Hook.f.
115. Impatiens boinensis H.Perrier
116. Impatiens bokorensis S.H.Cho & B.Y.Kim
117. Impatiens bonii Hook.f.
118. Impatiens brachycentra Kar. & Kir.
119. Impatiens bracteata Colebr. ex Wall.
120. Impatiens bracteolata Hook.f.
121. Impatiens brevicornis (E.Barnes) Bhaskar
122. Impatiens brevipes Hook.f.
123. Impatiens briartii De Wild. & T.Durand
124. Impatiens buccinalis Hook.f.
125. Impatiens buennemeijeri Grey-Wilson
126. Impatiens bullata H.Perrier
127. Impatiens burmanica Hook.f.
128. Impatiens burtonii Hook.f.
129. Impatiens bururiensis Grey-Wilson
130. Impatiens calcicola Craib
131. Impatiens calendulina Grey-Wilson
132. Impatiens callmanderi Eb.Fisch., Wohlh. & Raheliv.
133. Impatiens campanulata Wight
134. Impatiens capensis Meerb.
135. Impatiens capillipes Hook.f. & Thomson
136. Impatiens cardiophylla Hook.f.
137. Impatiens carlsoniae Eb.Fisch. & Raheliv.
138. Impatiens catati Baill.
139. Impatiens cathcartii Hook.f.
140. Impatiens cecilii N.E.Br.
141. Impatiens celatiflora H.Perrier
142. Impatiens celligera H.Perrier
143. Impatiens ceratophora H.F.Comber
144. Impatiens chandrasekharanii Chandrab.
145. Impatiens chapaensis Tardieu
146. Impatiens charanii T.Shimizu
147. Impatiens charisma Suksathan & Keerat.
148. Impatiens chashanensis H.Y.Bi & S.X.Yu
149. Impatiens chekiangensis Y.L.Chen
150. Impatiens chevalieri Tardieu
151. Impatiens chiangdaoensis Shimizu
152. Impatiens chikuensis Kiew
153. Impatiens chimiliensis H.F.Comber
154. Impatiens chinensis L.
155. Impatiens chishuiensis Y.X.Xiong
156. Impatiens chiulungensis Y.L.Chen
157. Impatiens chlorosepala Hand.-Mazz.
158. Impatiens chloroxantha Y.L.Chen
159. Impatiens choneceras Hassk.
160. Impatiens chumphonensis T.Shimizu
161. Impatiens chungtienensis Y.L.Chen
162. Impatiens ciliifolia Grey-Wilson
163. Impatiens cinnabarina Grey-Wilson
164. Impatiens circaeoides Wall. ex Hook.f. & Thomson
165. Impatiens cirrhipetala Hook.f.
166. Impatiens citrina Hook.f.
167. Impatiens clavata Bhaskar
168. Impatiens clavicalcar Eb.Fisch.
169. Impatiens clavicornu Turcz.
170. Impatiens clavicuspis Hook.f. ex W.W.Sm.
171. Impatiens clavigera Hook.f.
172. Impatiens clavigeroides S.Akiyama, H.Ohba & S.K.Wu
173. Impatiens coelotropis C.E.C.Fisch.
174. Impatiens columbaria Bos
175. Impatiens commelinoides Hand.-Mazz.
176. Impatiens comorensis Baker
177. Impatiens compta Hook.f.
178. Impatiens conaensis Y.L.Chen
179. Impatiens conchibracteata Y.L.Chen & Y.Q.Lu
180. Impatiens concinna Hook.f.
181. Impatiens confusa Grey-Wilson
182. Impatiens congolensis G.M.Schulze & R.Wilczek
183. Impatiens corchorifolia Franch.
184. Impatiens cordata Wight
185. Impatiens cornigera Arn.
186. Impatiens cornucopia Franch.
187. Impatiens cornutisepala S.X.Yu, Y.L.Chen & H.N.Qin
188. Impatiens cothurnoides C.E.C.Fisch.
189. Impatiens coursiana H.Perrier
190. Impatiens courtallensis Ramas. & Pandur.
191. Impatiens crassicaudex Hook.f.
192. Impatiens crassiloba Hook.f.
193. Impatiens crassisepala Tardieu
194. Impatiens crenata Bedd.
195. Impatiens crenulata Hook.f.
196. Impatiens cribbii (Grey-Wilson) Grey-Wilson
197. Impatiens cryptoneura Hook.f.
198. Impatiens curtisii Hook.f.
199. Impatiens curvipes Hook.f.
200. Impatiens cuspidata Wight & Arn.
201. Impatiens cuspidifera Hook.f.
202. Impatiens cyanantha Hook.f.
203. Impatiens cyathiflora Hook.f.
204. Impatiens cyclosepala Hook.f. ex W.W.Sm.
205. Impatiens cymbifera Hook.f.
206. Impatiens daguanensis S.H.Huang
207. Impatiens dalaiensis Gogoi & Borah
208. Impatiens dalzellii Hook.f. & Thomson
209. Impatiens damrongii Shimizu
210. Impatiens danguyana H.Perrier
211. Impatiens daraneenae Suksathan & Triboun
212. Impatiens dasysperma Wight
213. Impatiens davidii Franch.
214. Impatiens debilis Turcz.
215. Impatiens decaryana H.Perrier
216. Impatiens decipiens Hook.f.
217. Impatiens delabathiana Eb.Fisch. & Raheliv.
218. Impatiens delavayi Franch.
219. Impatiens delicata Toppin
220. Impatiens delicatula Baill.
221. Impatiens dempoana Hook.f.
222. Impatiens dendricola C.E.C.Fisch.
223. Impatiens denisonii Bedd.
224. Impatiens densifolia (G.M.Schulze & R.Wilczek) Grey-Wilson
225. Impatiens depauperata Hook.f.
226. Impatiens deqinensis S.H.Huang
227. Impatiens desmantha Hook.f.
228. Impatiens devendrae Pusalkar
229. Impatiens devolii T.C.Huang
230. Impatiens dewildeana Grey-Wilson
231. Impatiens diaphana Hook.f.
232. Impatiens dibangensis Gogoi & Borah
233. Impatiens dicentra Franch. ex Hook.f.
234. Impatiens dichroa Hook.f.
235. Impatiens dichroocarpa H.Lév.
236. Impatiens diepenhorstii Miq.
237. Impatiens digitata Warb.
238. Impatiens dimorphophylla Franch.
239. Impatiens discolor DC.
240. Impatiens disotis Hook.f.
241. Impatiens distracta Hook.f.
242. Impatiens divaricata Franch.
243. Impatiens diversifolia Wall. ex Wight & Arn.
244. Impatiens doitungensis Triboun & Sonsupab
245. Impatiens dolichoceras E.Pritz.
246. Impatiens dorstenioides (Baker) Warb.
247. Impatiens drepanophora Hook.f.
248. Impatiens druartii Eb.Fisch. & Raheliv.
249. Impatiens duclouxii Hook.f.
250. Impatiens duthiei Hook.f.
251. Impatiens eberhardtii Tardieu
252. Impatiens ecalcarata Collett & Hemsl.
253. Impatiens echinosperma H.Perrier
254. Impatiens ecornuta Gerry Moore, Zika & Rushworth
255. Impatiens edgeworthii Hook.f.
256. Impatiens elachistocentra G.M.Schulze
257. Impatiens elatostemmoides H.Perrier
258. Impatiens elegans Bedd.
259. Impatiens elephanticeps Grey-Wilson
260. Impatiens elianae Abrah. & Eb.Fisch.
261. Impatiens elisettae Eb.Fisch.
262. Impatiens elongata Arn.
263. Impatiens emiliae Eb.Fisch. & Raheliv.
264. Impatiens engleri Gilg
265. Impatiens epilobioides Y.L.Chen
266. Impatiens erecticornis R.Wilczek & G.M.Schulze
267. Impatiens eriospenna H.Perrier
268. Impatiens ernstii Hook.f.
269. Impatiens erubescens Dunn
270. Impatiens eryaleia Launert
271. Impatiens ethiopica Grey-Wilson
272. Impatiens etindensis Cheek & Eb.Fisch.
273. Impatiens evelinae Simonsson
274. Impatiens evrardii Tardieu
275. Impatiens exiguiflora Hook.f.
276. Impatiens exilis Hook.f.
277. Impatiens extensifolia Hook.f.
278. Impatiens faberi Hook.f.
279. Impatiens falcifer Hook.f.
280. Impatiens fanjingshanica Y.L.Chen
281. Impatiens fargesii Hook.f.
282. Impatiens fasciculata Lam.
283. Impatiens fenghwaiana Y.L.Chen
284. Impatiens fianarantsoae Eb.Fisch. & Raheliv.
285. Impatiens filicaulis Hook.f.
286. Impatiens filicornu Hook.f.
287. Impatiens finetii Tardieu
288. Impatiens firmula Baker
289. Impatiens fischeri Warb.
290. Impatiens fissicornis Maxim.
291. Impatiens flaccida Arn.
292. Impatiens flammea Gilg
293. Impatiens flanaganiae Hemsl.
294. Impatiens flemingii Hook.f.
295. Impatiens floretii N.Hallé & A.M.Louis
296. Impatiens floribunda Wight
297. Impatiens florigera C.B.Clarke ex Hook.f.
298. Impatiens florulenta Hook.f.
299. Impatiens fontinalis H.Perrier
300. Impatiens formosa Hook.f.
301. Impatiens forrestii Hook.f. ex W.W.Sm.
302. Impatiens foxworthyi M.R.Hend.
303. Impatiens fragicolor C.Marquand & Airy Shaw
304. Impatiens frithii Cheek
305. Impatiens fruticosa Lesch. ex DC.
306. Impatiens fuchsioides H.Perrier
307. Impatiens fugongensis K.M.Liu & Y.Y.Cong
308. Impatiens fulgens H.Perrier
309. Impatiens furcata H.Perrier
310. Impatiens furcillata Hemsl.
311. Impatiens gadellae Souvann. & Suksathan
312. Impatiens gagnepainiana Tardieu
313. Impatiens galactica Eb.Fisch., Raheliv. & Abrah.
314. Impatiens gamblei Hook.f.
315. Impatiens gammiei Hook.f.
316. Impatiens ganpiuana Hook.f.
317. Impatiens gardneriana Wight
318. Impatiens gasterocheila Hook.f.
319. Impatiens gautieri Eb.Fisch. & Raheliv.
320. Impatiens geniculata H.Perrier
321. Impatiens geniorum Humbert
322. Impatiens georgei-schatzii Eb.Fisch. & Raheliv.
323. Impatiens gesneroidea Gilg
324. Impatiens gibbisepala Hook.f.
325. Impatiens glabrata K.M.P.Kumar, Hareesh & Bhaskar
326. Impatiens glandulifera Royle
327. Impatiens glandulisepala Grey-Wilson
328. Impatiens glaricola Kiew
329. Impatiens glauca Hook.f. & Thomson
330. Impatiens gomphophylla Baker
331. Impatiens gongolana N.Hallé
332. Impatiens gongshanensis Y.L.Chen
333. Impatiens gordonii Horne ex Baker
334. Impatiens gorepaniensis Grey-Wilson
335. Impatiens gossweileri G.M.Schulze
336. Impatiens goughii Wight
337. Impatiens graciliflora Hook.f.
338. Impatiens gracilipes Hook.f.
339. Impatiens grandis B.Heyne
340. Impatiens grandisepala Grey-Wilson
341. Impatiens granulifera H.Perrier
342. Impatiens grey-wilsonii Eb.Fisch.
343. Impatiens griersonii S.Akiyama, H.Ohba & M.Suzuki
344. Impatiens griffithii Hook.f. & Thomson
345. Impatiens guillaumetii Eb.Fisch. & Raheliv.
346. Impatiens guiqingensis S.X.Yu
347. Impatiens guizhouensis Y.L.Chen
348. Impatiens hainanensis Y.L.Chen
349. Impatiens haingosonii Eb.Fisch. & Raheliv.
350. Impatiens halongensis Kiew & T.H.Nguyên
351. Impatiens hamata Warb.
352. Impatiens hancockii C.H.Wright
353. Impatiens harae H.Ohba & S.Akiyama
354. Impatiens harmandii Hook.f.
355. Impatiens hawkeri W.Bull
356. Impatiens helferi Hook.f.
357. Impatiens henanensis Y.L.Chen
358. Impatiens hendrikii Eb.Fisch. & Raheliv.
359. Impatiens hengduanensis Y.L.Chen
360. Impatiens henryi E.Pritz. ex Diels
361. Impatiens henslowiana Arn.
362. Impatiens herbicola Hook.f.
363. Impatiens heterosepala Hook.f.
364. Impatiens hians Hook.f.
365. Impatiens hildebrandtii Baill.
366. Impatiens hirsuta (Blume) Steud.
367. Impatiens hirta L.Joseph & Bhaskar
368. Impatiens hobsonii Hook.f.
369. Impatiens hochstetteri Warb.
370. Impatiens hoehnelii T.C.E.Fr.
371. Impatiens holocentra Hand.-Mazz.
372. Impatiens hongkongensis Grey-Wilson
373. Impatiens hongsonensis T.Shimizu
374. Impatiens huangyanensis X.F.Jin & B.Y.Ding
375. Impatiens humbertii H.Perrier
376. Impatiens humblotiana Baill.
377. Impatiens humifusa G.M.Schulze
378. Impatiens humilis Hook.f.
379. Impatiens hunanensis Y.L.Chen
380. Impatiens hydrogetonoides Launert
381. Impatiens hypophylla Makino
382. Impatiens imbecilla Hook.f.
383. Impatiens imbricata H.Perrier
384. Impatiens inaperta (H.Perrier) H.Perrier
385. Impatiens inayatii Hook.f.
386. Impatiens inconspicua Benth. ex Wight & Arn.
387. Impatiens infirma Hook.f.
388. Impatiens infundibularis Hook.f.
389. Impatiens insignis DC.
390. Impatiens ioides G.M.Schulze
391. Impatiens irangiensis Eb.Fisch.
392. Impatiens irvingii Hook.f.
393. Impatiens issembei S.B.Janssens, Stévart & Eb.Fisch.
394. Impatiens iteberoensis R.Wilczek & G.M.Schulze
395. Impatiens ivohibensis H.Perrier
396. Impatiens jaeschkei Hook.f.
397. Impatiens janthina Thwaites
398. Impatiens javensis Steud.
399. Impatiens jerdoniae Wight
400. Impatiens jiewhoei Triboun & Suksathan
401. Impatiens jinggangensis Y.L.Chen
402. Impatiens jinpingensis Y.M.Shui & G.F.Li
403. Impatiens jiulongshanica Y.L.Xu & Y.L.Chen
404. Impatiens joachimii G.M.Schulze
405. Impatiens johnii E.Barnes
406. Impatiens johnsiana Ratheesh, Sunil & Anil Kumar
407. Impatiens jurpia Buch.-Ham.
408. Impatiens justicioides H.Perrier
409. Impatiens kachinensis Hook.f. ex Toppin
410. Impatiens kaliensis Grey-Wilson
411. Impatiens kamerunensis Warb.
412. Impatiens kamtilongensis Toppin
413. Impatiens kanburiensis T.Shimizu
414. Impatiens kanchigandhiana Rasingam, Karthig. & Gogoi
415. Impatiens × kaskazinii Grimshaw & Grey-Wilson
416. Impatiens kawttyana Chhabra & Ramneek
417. Impatiens keilii Gilg
418. Impatiens kentrodonta Gilg
419. Impatiens kerinciensis Utami
420. Impatiens kerriae Craib
421. Impatiens kharensis S.Akiyama, H.Ohba & Wakab.
422. Impatiens khasiana Hook.f.
423. Impatiens kilimanjari Oliv.
424. Impatiens kinabaluensis S.Akiyama & H.Ohba
425. Impatiens kingdon-wardii Nob.Tanaka & T.Sugaw.
426. Impatiens kingii Hook.f.
427. Impatiens kleiniformis Sedgw.
428. Impatiens klemmeana Hook.f.
429. Impatiens klossii Ridl.
430. Impatiens kodachadriensis Bhaskar & Sringesh
431. Impatiens kotebettii Bhaskar & Sringesw.
432. Impatiens kraftii Eb.Fisch., Wohlh. & Raheliv.
433. Impatiens kuepferi Eb.Fisch. & Raheliv.
434. Impatiens kulamavuensis A.G.Pandurangan & V.J.Nair
435. Impatiens kwengeensis R.Wilczek & G.M.Schulze
436. Impatiens labordei Hook.f.
437. Impatiens lacei Hook.f.
438. Impatiens lachnosperma H.Perrier
439. Impatiens lacinulifera Y.L.Chen
440. Impatiens laevigata Wall. ex Hook.f. & Thomson
441. Impatiens lampungensis Grey-Wilson
442. Impatiens lancisepala S.H.Huang
443. Impatiens lanessanii Hook.f.
444. Impatiens langbianensis Tardieu
445. Impatiens langeana Hook.f.
446. Impatiens lantziana Baill.
447. Impatiens laojunshanensis S.H.Huang
448. Impatiens laotica Tardieu
449. Impatiens larsenii T.Shimizu
450. Impatiens lasiophyton Hook.f.
451. Impatiens latebracteata Hook.f.
452. Impatiens lateristachys Y.L.Chen & Y.Q.Lu
453. Impatiens × lateritia Gilg
454. Impatiens laticornis C.E.C.Fisch.
455. Impatiens latiflora Hook.f. & Thomson
456. Impatiens latifolia L.
457. Impatiens latipetala S.H.Huang
458. Impatiens laumonieri T.Shimizu
459. Impatiens laurentii Eb.Fisch. & Raheliv.
460. Impatiens lawii Hook.f. & Thomson
461. Impatiens lawsonii Hook.f.
462. Impatiens laxiflora Edgew.
463. Impatiens lecomtei Hook.f.
464. Impatiens leedalii Grey-Wilson
465. Impatiens leggei Pusalkar & D.K.Singh
466. Impatiens lemannii Hook.f. & Thomson
467. Impatiens lemuriana Eb.Fisch. & Raheliv.
468. Impatiens lenta Hook.f.
469. Impatiens lepida Hook.f.
470. Impatiens leptocarpa Hook.f.
471. Impatiens leptocaulon Hook.f.
472. Impatiens leptoceras DC.
473. Impatiens leptopoda Arn.
474. Impatiens leptura Hook.f.
475. Impatiens leschenaultii (DC.) Wall.
476. Impatiens letestuana N.Hallé
477. Impatiens letouzeyi Grey-Wilson
478. Impatiens leucantha Thwaites
479. Impatiens leveillei Hook.f.
480. Impatiens levingei Gamble ex Hook.f.
481. Impatiens liangshanensis Q.Luo
482. Impatiens liboensis K.M.Liu & R.P.Kuang
483. Impatiens ligulata Bedd.
484. Impatiens lilacina Hook.f.
485. Impatiens limnophila Launert
486. Impatiens linearifolia Warb.
487. Impatiens linearis Arn.
488. Impatiens linearisepala S.Akiyama, H.Ohba & S.K.Wu
489. Impatiens linghziensis Y.L.Chen
490. Impatiens linocentra Hand.-Mazz.
491. Impatiens lixianensis S.X.Yu
492. Impatiens lizipingensis Q.Luo
493. Impatiens lobbiana Turcz.
494. Impatiens lobulifera S.X.Yu, Y.L.Chen & H.N.Qin
495. Impatiens loheri Hook.f.
496. Impatiens lohitensis Gogoi & Borah
497. Impatiens loki-schmidtiae Eb.Fisch. & Raheliv.
498. Impatiens lokohensis Humbert & H.Perrier
499. Impatiens longialata E.Pritz. ex Diels
500. Impatiens longicornuta Y.L.Chen
501. Impatiens longiloba Craib
502. Impatiens longipes Hook.f. & Thomson
503. Impatiens longirama Hook.f.
504. Impatiens longirostris S.H.Huang
505. Impatiens longyangensis sp. nov.[1]
506. Impatiens loulanensis Hook.f.
507. Impatiens luchunensis S.Akiyama, H.Ohba & S.K.Wu
508. Impatiens lucorum Hook.f.
509. Impatiens lugubris H.Perrier
510. Impatiens luisae-echterae Eb.Fisch., Wohlh. & Raheliv.
511. Impatiens lukwangulensis Grey-Wilson
512. Impatiens lushiensis Y.L.Chen
513. Impatiens luteola Tardieu
514. Impatiens luteoviridis H.Perrier
515. Impatiens lutzii Eb.Fisch. & Raheliv.
516. Impatiens lyallii Baker
517. Impatiens mackeyana Hook.f.
518. Impatiens macrocarpa Hook.f.
519. Impatiens macrophylla Gardner ex Hook.
520. Impatiens macroptera Hook.f.
521. Impatiens macrosepala Hook.f.
522. Impatiens macrovexilla Y.L.Chen
523. Impatiens maculata Wight
524. Impatiens madagascariensis (G.Don) Wight & Arn.
525. Impatiens madapurae Bhaskar & Sringesw.
526. Impatiens maevae Eb.Fisch. & Raheliv.
527. Impatiens maguanensis S.Akiyama, H.Ohba & S.K.Wu
528. Impatiens mahalevonensis Eb.Fisch. & Raheliv.
529. Impatiens mahengeensis Grey-Wilson
530. Impatiens mairei H.Lév.
531. Impatiens majumdarii Ghara & Ghora
532. Impatiens majungensis H.Perrier
533. Impatiens malcomberi Eb.Fisch. & Raheliv.
534. Impatiens malipoensis S.H.Huang
535. Impatiens mamasensis Utami & Wiriad.
536. Impatiens mamyi Eb.Fisch. & Raheliv.
537. Impatiens manaharensis Baill.
538. Impatiens mananteninae Eb.Fisch. & Raheliv.
539. Impatiens mandrakae Eb.Fisch. & Raheliv.
540. Impatiens mandrarensis Eb.Fisch. & Raheliv.
541. Impatiens manillensis Walp.
542. Impatiens manipurensis Hook.f.
543. Impatiens mankulamensis K.M.P.Kumar, R.Jagad. & Nagaraj
544. Impatiens mannii Hook.f.
545. Impatiens manongarivensis H.Perrier
546. Impatiens manteroana Exell
547. Impatiens margaritifera Hook.f.
548. Impatiens marianae Van Geert
549. Impatiens marivorahonensis Humbert
550. Impatiens marojejyensis Humbert & H.Perrier
551. Impatiens martini Hook.f.
552. Impatiens masisiensis De Wild.
553. Impatiens masoalensis H.Perrier
554. Impatiens masonii Hook.f.
555. Impatiens matthewiana Ramas. & Pandur.
556. Impatiens max-huberi Eb.Fisch. & Raheliv.
557. Impatiens mayae-valeriae Eb.Fisch. & Raheliv.
558. Impatiens mazumbaiensis Grey-Wilson
559. Impatiens medogensis Y.L.Chen
560. Impatiens meeboldii Hook.f.
561. Impatiens meeuseiana H.Perrier
562. Impatiens megamalayana Ramas.
563. Impatiens membranifolia Franch. ex Hook.f.
564. Impatiens mendoncae G.M.Schulze
565. Impatiens menghuochengensis Q.Luo
566. Impatiens meruensis Gilg
567. Impatiens messmerae Eb.Fisch. & Raheliv.
568. Impatiens messumbaensis G.M.Schulze
569. Impatiens mexicana Rydb.
570. Impatiens meyana Hook.f.
571. Impatiens microcentra Hand.-Mazz.
572. Impatiens microceras Backer
573. Impatiens micromeris Hook.f.
574. Impatiens microstachys Hook.f.
575. Impatiens mildbraedii Gilg
576. Impatiens minae Ratheesh, Anil Kumar & Sivad.
577. Impatiens mindiae Eb.Fisch., Wohlh. & Raheliv.
578. Impatiens miniata Grey-Wilson
579. Impatiens minimiflora Hook.f.
580. Impatiens minimisepala Hook.f.
581. Impatiens minor (DC.) Bennet
582. Impatiens mirabilis Hook.f.
583. Impatiens mishmiensis Hook.f.
584. Impatiens modesta Wight
585. Impatiens mohana Ratheesh, Sujana & Anil Kumar
586. Impatiens mokimi Hook.f.
587. Impatiens monticola Hook.f.
588. Impatiens morsei Hook.f.
589. Impatiens msisimwanensis S.B.Janssens & E.B.Knox
590. Impatiens muliensis Y.L.Chen
591. Impatiens mullaingiriensis Bhaskar
592. Impatiens multiramea S.H.Huang
593. Impatiens munnarensis E.Barnes
594. Impatiens munroi Wight
595. Impatiens munronii Wight
596. Impatiens mussotii Hook.f.
597. Impatiens musyana Hook.f.
598. Impatiens mysorensis (DC.) Roth
599. Impatiens nagorum Gogoi, Moaakum & S.Dey
600. Impatiens nalampoonii Shimizu
601. Impatiens namkatensis T.Shimizu
602. Impatiens nana Engl. & Warb.
603. Impatiens nanatonanensis Eb.Fisch. & Raheliv.
604. Impatiens nanlingensis A.Q.Dong & F.W.Xing
605. Impatiens napoensis Y.L.Chen
606. Impatiens nasuta Hook.f.
607. Impatiens navicula Eb.Fisch. & Raheliv.
608. Impatiens neglecta Y.L.Xu & Y.L.Chen
609. Impatiens neobarnesii C.E.C.Fisch.
610. Impatiens neomodesta Hareesh, K.M.P.Kumar & V.B.Sreek.
611. Impatiens neomunronii L.Joseph & Bhaskar
612. Impatiens nguruensis Pócs
613. Impatiens niamniamensis Gilg
614. Impatiens nicolliae Eb.Fisch. & Raheliv.
615. Impatiens nicolsoniana Gogoi & Arisdason
616. Impatiens nidus-apis Eb.Fisch. & Raheliv.
617. Impatiens nigeriensis Grey-Wilson
618. Impatiens nigrescens Hook.f.
619. Impatiens nilgirica C.E.C.Fisch.
620. Impatiens nobilis Hook.f.
621. Impatiens noli-tangere L.
622. Impatiens nomenyae Eb.Fisch. & Raheliv.
623. Impatiens nosymangabensis Eb.Fisch. & Raheliv.
624. Impatiens notolopha Maxim.
625. Impatiens nubigena W.W.Sm.
626. Impatiens nummularifolia Hook.f.
627. Impatiens nurae Souvann. & Suksathan
628. Impatiens nuristanica Grey-Wilson
629. Impatiens nusbaumeri Eb.Fisch. & Raheliv.
630. Impatiens nyimana C.Marquand & Airy Shaw
631. Impatiens nyungwensis Eb.Fisch., J.-B.Dhetchuvi & Ntaganda
632. Impatiens nzabiana S.B.Janssens & Dessein
633. Impatiens nzoana A.Chev.
634. Impatiens obcordifolia Tardieu
635. Impatiens obesa Hook.f.
636. Impatiens oblongipetala K.M.Liu & Y.Y.Cong
637. Impatiens obscura Hook.f.
638. Impatiens occultans Hook.f.
639. Impatiens odontopetala Maxim.
640. Impatiens odontophylla Hook.f.
641. Impatiens odontosepala Hook.f.
642. Impatiens oligoneura Hook.f.
643. Impatiens omeiana Hook.f.
644. Impatiens omissa Hook.f.
645. Impatiens oncidioides Ridl. ex Hook.f.
646. Impatiens oniveensis Eb.Fisch. & Raheliv.
647. Impatiens opinata Craib
648. Impatiens oppositifolia L.
649. Impatiens orchioides Bedd.
650. Impatiens oreocallis Launert
651. Impatiens oreophila Triboun & Suksathan
652. Impatiens otto-eleonorae Eb.Fisch. & Raheliv.
653. Impatiens oumina N.Hallé
654. Impatiens oxyanthera Hook.f.
655. Impatiens pachycaulon M.F.Newman
656. Impatiens × pacifica Zika
657. Impatiens pahalgamensis Hook.f.
658. Impatiens pallida Nutt.
659. Impatiens pallide-rosea Gilg
660. Impatiens pallidiflora Hook.f.
661. Impatiens pallidissima H.Perrier
662. Impatiens palpebrata Hook.f.
663. Impatiens paludicola Grey-Wilson
664. Impatiens paludosa Hook.f.
665. Impatiens pandata E.Barnes
666. Impatiens panduranganii K.M.P.Kumar, R.Jagad. & G.Prasad
667. Impatiens pandurata Y.H.Tan & S.X.Yu
668. Impatiens pantlingii Hook.f.
669. Impatiens paradoxa C.S.Zhu & H.W.Yang
670. Impatiens paramjitiana Gogoi & Borah
671. Impatiens paranyi Eb.Fisch. & Raheliv.
672. Impatiens parasitica Bedd.
673. Impatiens parishii Hook.f.
674. Impatiens parkinsonii C.E.C.Fisch.
675. Impatiens parviflora DC.
676. Impatiens parvifolia Bedd.
677. Impatiens parvigaleata H.Perrier
678. Impatiens parvisepala S.X.Yu & Y.T.Hou
679. Impatiens pathakiana Gogoi & Borah
680. Impatiens paucidentata De Wild.
681. Impatiens paucisemina H.Perrier
682. Impatiens peguana Hook.f.
683. Impatiens pellucidinervia H.Perrier
684. Impatiens peltata Hook.f.
685. Impatiens pendula B.Heyne ex Wight & Arn.
686. Impatiens peperomioides H.Perrier
687. Impatiens percordata Grey-Wilson
688. Impatiens percrenata H.Perrier
689. Impatiens perfecunda H.Perrier
690. Impatiens perrieri Humbert
691. Impatiens phahompokensis T.Shimizu & Suksathan
692. Impatiens phengklaii T.Shimizu & Suksathan
693. Impatiens phoenicea Bedd.
694. Impatiens phuluangensis Shimizu
695. Impatiens pianmaensis S.H.Huang
696. Impatiens pierlotii R.Wilczek
697. Impatiens pilosissima Eb.Fisch. & Raheliv.
698. Impatiens pinetorum Hook.f. ex W.W.Sm.
699. Impatiens pinganoensis Abrah., S.B.Janssens, Xixima, Ditsch & Eb.Fisch.
700. Impatiens pingxiangensis H.Y.Bi & S.X.Yu
701. Impatiens piufanensis Hook.f.
702. Impatiens platyadena C.E.C.Fisch.
703. Impatiens platyceras Maxim.
704. Impatiens platychlaena Hook.f.
705. Impatiens platypetala Lindl.
706. Impatiens platysepala Y.L.Chen
707. Impatiens poculifer Hook.f.
708. Impatiens podocarpa Hook.f.
709. Impatiens poilanei Tardieu
710. Impatiens polhillii Grey-Wilson
711. Impatiens polyactina Hook.f.
712. Impatiens polyantha Gilg
713. Impatiens polyceras Hook.f. ex W.W.Sm.
714. Impatiens polyneura K.M.Liu
715. Impatiens polysciadia Hook.f.
716. Impatiens porrecta Wall. ex Hook.f. & Thomson
717. Impatiens potaninii Maxim.
718. Impatiens prainii Hook.f.
719. Impatiens prasiniflora H.Perrier
720. Impatiens preussii Warb.
721. Impatiens principis Hook.f.
722. Impatiens pritzelii Hook.f.
723. Impatiens procumbens Franch.
724. Impatiens prostrata Hook.f.
725. Impatiens protracta Hook.f.
726. Impatiens pseudoacaulis Bhaskar
727. Impatiens pseudobicolor Grey-Wilson
728. Impatiens pseudocitrina Hareesh, M.Sabu & Gogoi
729. Impatiens pseudohamata Grey-Wilson
730. Impatiens pseudokingii Hand.-Mazz.
731. Impatiens pseudomacroptera Grey-Wilson
732. Impatiens pseudoperezii Grey-Wilson
733. Impatiens pseudoviola Gilg
734. Impatiens pseudozombensis Grey-Wilson
735. Impatiens psittacina Hook.f.
736. Impatiens psychadelphoides Launert
737. Impatiens pterocaulis S.X.Yu & L.R.Zhang
738. Impatiens pterosepala Hook.f.
739. Impatiens puberula DC.
740. Impatiens pudica Hook.f.
741. Impatiens pulcherrima Dalzell
742. Impatiens pulchra Hook.f. & Thomson
743. Impatiens punaensis Wiriad. & Utami
744. Impatiens purpurea Hand.-Mazz.
745. Impatiens purpureifolia S.H.Huang & Y.M.Shui
746. Impatiens purpureocoerulea Tardieu
747. Impatiens purpureolucida Eb.Fisch., Wohlh. & Raheliv.
748. Impatiens purpureoviolacea Gilg
749. Impatiens purroi Eb.Fisch., Wohlh. & Raheliv.
750. Impatiens putii Craib
751. Impatiens pygmaea Hook.f.
752. Impatiens pyrhotricha Miq.
753. Impatiens qingchengshanica Y.M.Yuan, Y.Song & X.J.Ge
754. Impatiens quadriloba K.M.Liu & Y.L.Xiang
755. Impatiens quadrisepala R.Wilczek & G.M.Schulze
756. Impatiens quisqualis Launert
757. Impatiens racemosa DC.
758. Impatiens racemulosa Wall. ex Hook.f. & Thomson
759. Impatiens radiata Hook.f.
760. Impatiens rakotomalazana Eb.Fisch. & Raheliv.
761. Impatiens ramenensis H.Perrier
762. Impatiens ramosa Tardieu
763. Impatiens ramosi Hook.f.
764. Impatiens rangoonensis Hook.f.
765. Impatiens ranomafanae Eb.Fisch. & Raheliv.
766. Impatiens rapanarivoi Eb.Fisch. & Raheliv.
767. Impatiens raphidothrix Warb.
768. Impatiens rara Tardieu
769. Impatiens razanatsoa-charlei Eb.Fisch. & Raheliv.
770. Impatiens raziana Bhaskar & Razi
771. Impatiens rectangula Hand.-Mazz.
772. Impatiens recticalcarata S.Akiyama
773. Impatiens rectirostrata Y.L.Chen & Y.Q.Lu
774. Impatiens recurvicornis Maxim.
775. Impatiens recurvinervia H.Perrier
776. Impatiens reidii Hook.f.
777. Impatiens renae Eb.Fisch. & Raheliv.
778. Impatiens repens Moon ex Wight
779. Impatiens reptans Hook.f.
780. Impatiens rhinoceros H.Perrier
781. Impatiens rhombifolia Y.Q.Lu & Y.L.Chen
782. Impatiens ridleyi Hook.f.
783. Impatiens rivularis Eb.Fisch., Wohlh. & Raheliv.
784. Impatiens rivulicola Hook.f.
785. Impatiens rizaliana Hook.f.
786. Impatiens robusta Hook.f.
787. Impatiens roingensis Hareesh, A.Joe & M.Sabu
788. Impatiens rosea Lindl.
789. Impatiens rostellata Franch.
790. Impatiens rosulata Grey-Wilson
791. Impatiens rothii Hook.f.
792. Impatiens rubricaulis Utami
793. Impatiens rubricolor Tardieu
794. Impatiens rubriflora Grey-Wilson
795. Impatiens rubromaculata Warb.
796. Impatiens rubrostriata Hook.f.
797. Impatiens rudicaulis H.Perrier
798. Impatiens rufescens Benth. ex Wight & Arn.
799. Impatiens rugata S.H.Huang & Y.M.Shui
800. Impatiens ruiliensis S.Akiyama & H.Ohba
801. Impatiens runssorensis Warb.
802. Impatiens rupestris K.M.Liu & X.Z.Cai
803. Impatiens rupicola Hook.f.
804. Impatiens rutenbergii O.Hoffm.
805. Impatiens ruthiae Suksathan & Triboun
806. Impatiens sacculata Warb.
807. Impatiens sacculifera H.Perrier
808. Impatiens sahyadrica V.B.Sreek., Hareesh, Dantas & Sujanapal
809. Impatiens sakeriana Hook.f.
810. Impatiens salaengensis T.Shimizu
811. Impatiens saliensis G.M.Schulze
812. Impatiens salifii Eb.Fisch. & Raheliv.
813. Impatiens salpinx G.M.Schulze & Launert
814. Impatiens salwinensis S.H.Huang
815. Impatiens sambiranensis H.Perrier
816. Impatiens santisukii T.Shimizu
817. Impatiens saolana Eb.Fisch. & Raheliv.
818. Impatiens sarawakensis T.Shimizu
819. Impatiens sarissiformis C.E.C.Fisch.
820. Impatiens sasidharanii K.M.P.Kumar, Omalsree, Hareesh & V.B.Sreek.
821. Impatiens scabrida DC.
822. Impatiens scabriuscula B.Heyne ex Wall.
823. Impatiens scapiflora B.Heyne ex Wall.
824. Impatiens scenarioi Eb.Fisch. & Raheliv.
825. Impatiens scitula Hook.f.
826. Impatiens scortechinii Hook.f.
827. Impatiens scripta H.Perrier
828. Impatiens scullyi Hook.f.
829. Impatiens scutisepala Hook.f.
830. Impatiens serpens Grey-Wilson
831. Impatiens serrata Benth.
832. Impatiens serratifolia Hook.f.
833. Impatiens shennongensis Qiang Wang & H.P.Deng
834. Impatiens shevaroyensis Bhaskar
835. Impatiens shimianensis G.C.Zhang & L.B.Zhang
836. Impatiens shirensis Baker f.
837. Impatiens sholayarensis M.Kumar & Sequiera
838. Impatiens siamensis T.Shimizu
839. Impatiens siangensis Gogoi
840. Impatiens siculifer Hook.f.
841. Impatiens sidiformis Eb.Fisch. & Raheliv.
842. Impatiens sidikalangensis Grey-Wilson
843. Impatiens sigmoidea Hook.f.
844. Impatiens sikkimensis Govaerts & Chakrab.
845. Impatiens silvestrii Pamp.
846. Impatiens silviana Eb.Fisch. & Raheliv.
847. Impatiens simbiniensis Grey-Wilson
848. Impatiens singgalangensis Grey-Wilson
849. Impatiens sinlumiensis Grey-Wilson
850. Impatiens sirindhorniae Triboun & Suksathan
851. Impatiens smitinandii Shimizu
852. Impatiens sodenii Engl. & Warb.
853. Impatiens sorikensis Utami
854. Impatiens soulieana Hook.f.
855. Impatiens spathulata Y.X.Xiong
856. Impatiens spathulifera H.Perrier
857. Impatiens spectabilis Triboun & Suksathan
858. Impatiens spireana Hook.f.
859. Impatiens spirifer Hook.f. & Thomson
860. Impatiens spissiflora Hook.f.
861. Impatiens squiresii Tardieu
862. Impatiens steenisii Grey-Wilson
863. Impatiens stefaniae Eb.Fisch. & Raheliv.
864. Impatiens stenantha Hook.f.
865. Impatiens stenosepala E.Pritz. ex Diels
866. Impatiens stocksii Hook.f. & Thomson
867. Impatiens stoliczkai Hook.f.
868. Impatiens stolonifera Robi & Manudev
869. Impatiens stricta C.B.Clarke ex Hook.f.
870. Impatiens striolata Hook.f.
871. Impatiens stuhlmannii Warb.
872. Impatiens subabortiva H.Perrier
873. Impatiens subcordata Arn.
874. Impatiens subecalcarata (Hand.-Mazz.) Y.L.Chen
875. Impatiens subrubriflora H.Perrier
876. Impatiens substerilis H.Perrier
877. Impatiens substipulata H.Perrier
878. Impatiens suichangensis Y.L.Xu & Y.L.Chen
879. Impatiens suijiangensis S.H.Huang
880. Impatiens suksathanii Ruchis. & Triboun
881. Impatiens sulcata Wall.
882. Impatiens sunii S.H.Huang
883. Impatiens sunkoshiensis S.Akiyama, H.Ohba & Wakab.
884. Impatiens susan-nathansoniae Eb.Fisch. & Raheliv.
885. Impatiens sutchuenensis Franch. ex Hook.f.
886. Impatiens sylvicola Burtt Davy & Greenway
887. Impatiens tafononensis Eb.Fisch. & Raheliv.
888. Impatiens taihmushkulni Chhabra & Ramneek
889. Impatiens taishunensis Y.L.Chen & Y.L.Xu
890. Impatiens talakmauensis Utami
891. Impatiens talbotii Hook.f.
892. Impatiens tangachee Bedd.
893. Impatiens tanintharyiensis Ruchis., Suksathan & Saw-Lwin
894. Impatiens tapanuliensis Grey-Wilson
895. Impatiens taprobanica Hiern
896. Impatiens tatoensis Gogoi & W.Adamowski
897. Impatiens tavoyana Benth. ex Hook.f. & Thomson
898. Impatiens tayemonii Hayata
899. Impatiens teitensis Grey-Wilson
900. Impatiens tenella B.Heyne ex Wight & Arn.
901. Impatiens teneriflora Hook.f.
902. Impatiens tenerrima Y.L.Chen
903. Impatiens tenuibracteata Y.L.Chen
904. Impatiens textorii Miq.
905. Impatiens thamnoidea G.M.Schulze
906. Impatiens theuerkaufiana Ratheesh & Sivad.
907. Impatiens thiochroa Hand.-Mazz.
908. Impatiens thomensis Exell
909. Impatiens thomsonii Hook.f.
910. Impatiens thwaitesii Hook.f. ex Grey-Wilson
911. Impatiens tianlinensis S.X.Yu & L.J.Zhang
912. Impatiens tienchuanensis Y.L.Chen
913. Impatiens tienmushanica Y.L.Chen
914. Impatiens tigrina Suksathan & Triboun
915. Impatiens tinctoria A.Rich.
916. Impatiens tipusensis M.R.Hend.
917. Impatiens tirunelvelliensis L.Joseph & Bhaskar
918. Impatiens tomentella Hook.f.
919. Impatiens tomentosa B.Heyne ex Wight & Arn.
920. Impatiens tongbiguanensis S.Akiyama & H.Ohba
921. Impatiens toppinii Dunn
922. Impatiens torenioides H.Perrier
923. Impatiens tortisepala Hook.f.
924. Impatiens torulosa Hook.f.
925. Impatiens touranensis Tardieu
926. Impatiens toxophora Hook.f.
927. Impatiens translucida Eb.Fisch. & Raheliv.
928. Impatiens travancorica Bedd.
929. Impatiens triandra H.Perrier
930. Impatiens tribounii T.Shimizu & Suksathan
931. Impatiens tribuana Utami & Nurainas
932. Impatiens tricarinata H.Perrier
933. Impatiens tricaudata G.M.Schulze
934. Impatiens trichocarpa Hook.f.
935. Impatiens trichoceras Baker
936. Impatiens trichocladon Hook.f.
937. Impatiens trichopoda Hook.f.
938. Impatiens trichosepala Y.L.Chen
939. Impatiens trichosperma H.Perrier
940. Impatiens tricornis Lindl.
941. Impatiens trigonosepala Hook.f.
942. Impatiens trilobata Colebr.
943. Impatiens tripetala Roxb. ex DC.
944. Impatiens tropaeolifolia Griff. ex Hook.f.
945. Impatiens truncata Thwaites
946. Impatiens truncicola H.Perrier
947. Impatiens tsangshanensis Y.L.Chen
948. Impatiens tsararavina Eb.Fisch. & Raheliv.
949. Impatiens tsaratananae H.Perrier
950. Impatiens tsingycola Eb.Fisch. & Raheliv.
951. Impatiens tuberculata Hook.f. & Thomson
952. Impatiens tuberifera Humbert
953. Impatiens tuberosa H.Perrier
954. Impatiens tubifera B.Heyne ex Roxb.
955. Impatiens tubulosa F.B.Forbes & Hemsl.
956. Impatiens tujuhensis Utami & T.Shimizu
957. Impatiens turrialbana Donn.Sm.
958. Impatiens tweedieae E.A.Bruce
959. Impatiens ukagurensis Grey-Wilson
960. Impatiens uliginosa Franch.
961. Impatiens ulugurensis Warb.
962. Impatiens umbellata B.Heyne
963. Impatiens uncinata Wight
964. Impatiens uncipetala C.B.Clarke ex Hook.f.
965. Impatiens undulata Y.L.Chen & Y.Q.Lu
966. Impatiens unguiculata K.M.Liu & Y.Y.Cong
967. Impatiens uniflora Hayata
968. Impatiens uralensis A.K.Skvortsov
969. Impatiens urticifolia Wall.
970. Impatiens urticoides H.Perrier
971. Impatiens usambarensis Grey-Wilson
972. Impatiens uzungwaensis Grey-Wilson & Frim.-Møll.
973. Impatiens vaniotiana H.Lév.
974. Impatiens vaughanii Hook.f.
975. Impatiens vebrowniae Eb.Fisch., Wohlh. & Raheliv.
976. Impatiens veerapazhasii Ratheesh, Sujanapal & Meera
977. Impatiens velaxata Hook.f.
978. Impatiens vellela Eb.Fisch. & Raheliv.
979. Impatiens venusta H.Perrier
980. Impatiens verecunda Hook.f.
981. Impatiens verrucifer Hook.f.
982. Impatiens verticillata Wight
983. Impatiens vesiculifera H.Perrier
984. Impatiens vexillaria Hook.f.
985. Impatiens vidalii Hook.f.
986. Impatiens vidyae R.C.Srivast.
987. Impatiens viguieri H.Perrier
988. Impatiens vilersi Costantin & Poiss.
989. Impatiens vinosa Kiew
990. Impatiens violacea M.Kumar & Sequiera
991. Impatiens violaceoalba Tardieu
992. Impatiens violascens B.U.Oh & Y.Y.Kim
993. Impatiens violiflora Hook.f.
994. Impatiens violoides Edgew. ex Hook.f.
995. Impatiens viridiflora Wight
996. Impatiens viscida Wight
997. Impatiens viscosa Bedd.
998. Impatiens vitellina Grey-Wilson
999. Impatiens vittata Franch.
1000. Impatiens volatianae Eb.Fisch. & Raheliv.
1001. Impatiens volkensii Warb.
1002. Impatiens waldheimiana Hook.f.
1003. Impatiens walkeri Hook. ex Arn.
1004. Impatiens walleriana Hook.f.
1005. Impatiens wallichii Hook.f.
1006. Impatiens warburgiana G.M.Schulze & R.Wilczek
1007. Impatiens wattii Hook.f.
1008. Impatiens wawuensis Bo Ding & S.X.Yu
1009. Impatiens weihsiensis Y.L.Chen
1010. Impatiens wenshanensis S.H.Huang
1011. Impatiens wibkeae Eb.Fisch. & Raheliv.
1012. Impatiens wightiana Bedd.
1013. Impatiens wilksiana Stévart, S.B.Janssens & Eb.Fisch.
1014. Impatiens williamsii H.Hara
1015. Impatiens wilsonii Hook.f.
1016. Impatiens winkleri Hook.f.
1017. Impatiens wohlhauseri Eb.Fisch. & Raheliv.
1018. Impatiens wrayi Hook.f.
1019. Impatiens wuchengyihii S.Akiyama, H.Ohba & S.K.Wu
1020. Impatiens wuyuanensis Y.L.Chen
1021. Impatiens wynadensis L.Joseph & Bhaskar
1022. Impatiens xanthina H.F.Comber
1023. Impatiens xanthinoides G.W.Hu
1024. Impatiens xanthocephala W.W.Sm.
1025. Impatiens yangshanensis A.Q.Dong & F.W.Xing
1026. Impatiens yaojiapingensis sp. nov.[1]
1027. Impatiens yaoshanensis K.M.Liu & Y.Y.Cong
1028. Impatiens yercaudensis Bhaskar
1029. Impatiens yilingiana X.F.Jin, Shu Z.Yang & L.Qian
1030. Impatiens yingjiangensis S.Akiyama & H.Ohba
1031. Impatiens yongshanensis S.H.Huang
1032. Impatiens yunnanensis Franch.
1033. Impatiens zironiana Gogoi, Hareesh & W.Adamowski
1034. Impatiens zixishanensis S.H.Huang
1035. Impatiens zollingeri Kuntze
1036. Impatiens zombensis Baker
1037. Impatiens zygosepala Hook.f.